# Mount Bolton, Kanada
Mount Bolton är ett berg i Kanada.   Det ligger på gränsen mellan Alberta och British Columbia, i den västra delen av landet, 2 900 km väster om huvudstaden Ottawa. Toppen på Mount Bolton är 2 705 meter över havet, eller 391 meter över den omgivande terrängen. Bredden vid basen är 1,7 km.
Terrängen runt Mount Bolton är varierad. Trakten runt Mount Bolton är nära nog obefolkad, med mindre än två invånare per kvadratkilometer.. Det finns inga samhällen i närheten. 
Trakten runt Mount Bolton består i huvudsak av gräsmarker.